# Fin de siglo
Fin de siglo je argentinský hraný film z roku 2019, který režíroval Lucio Castro podle vlastního scénáře. Snímek měl světovou premiéru na filmovém festivalu New Directors / New Films v New Yorku dne 30. března 2019. V ČR byl uveden v roce 2015 na filmovém festivalu Mezipatra pod názvem Konec století.

## Děj
Ocho je básník, který přilétá z New Yorku do Barcelony na dovolenou. Potkává se zde s Javim, který žije v Berlíně, a v Barceloně je na návštěvě u rodičů. Od počátku jsou k sobě přitahováni a posléze zjistí, že se poprvé potkali již před dvaceti lety právě v Barceloně.

## Obsazení
| Juan Barberini       | Ocho     |
| Ramon Pujol          | Javi     |
| Mía Maestro          | Sonia    |
| Mariano Lopez Seoane | Passerby |